# ایوان کاوالیدزه
ایوان کاوالیدزه (انگلیسی: Ivan Kawaleridze; ۱ آوریل ۱۸۸۷ – ۳ دسامبر ۱۹۷۸) مجسمه‌ساز، بازیگر، کارگردان فیلم، کارگردان، فیلم‌نامه‌نویس، و نمایشنامه‌نویس اهل امپراتوری روسیه بود.
وی همچنین برندهٔ جوایزی همچون نشان لنین شده‌است.